# Saddha
Saddhā (Pali, Sk. śrāddha) bedeutet im Deutschen „Glaube“ oder „Vertrauen“ und ist eine der fünf Fähigkeiten oder Kräfte (bala) im Buddhismus. Vertrauen und Weisheit sind gleichermaßen wichtig auf dem Weg zur Befreiung. Der buddhistische Glaube grenzt sich somit vom „blinden Glauben“ ab. In erster Linie bezieht sich das Vertrauen auf die dreifache Zuflucht (Buddha, Dharma und Sangha).
Das „vertrauensvolle Herz“ spielt vor allem in der Jōdo-shū eine zentrale Rolle. Durch einen hingebungsvollen Geist wird während der Buddha-Vergegenwärtigung das reine Land angestrebt, von wo aus – nach Ansicht der Adepten – es einfacher ist, die Befreiung zu erlangen.